# Nová Říše
Nová Říše é uma comuna checa localizada na região de Vysočina, distrito de Jihlava.